# Hyn, Dalarna
Ej att förväxla med sjön Hyn, Gästrikland, som delvis ligger i Dalarna.
Hyn är en sjö i Falu kommun i Dalarna och ingår i Gavleåns huvudavrinningsområde. Sjön är 30 meter djup, har en yta på 7,46 kvadratkilometer och är belägen 337 meter över havet. Sjön avvattnas av vattendraget Gavleån. Vid provfiske har en stor mängd fiskarter fångats, bland annat abborre, bergsimpa, elritsa och gädda.

## Delavrinningsområde
Hyn ingår i det delavrinningsområde (675352-150895) som SMHI kallar för Utloppet av Hyn. Medelhöjden är 368 meter över havet och ytan är 34,57 kvadratkilometer. Räknas de 6 avrinningsområdena uppströms in blir den ackumulerade arean 53,38 kvadratkilometer. Avrinningsområdets utflöde Gavleån mynnar i havet. Avrinningsområdet består mestadels av skog (69 procent). Avrinningsområdet har 7,45 kvadratkilometer vattenytor vilket ger det en sjöprocent på 21,5 procent.

## Fisk
Vid provfiske har följande fisk fångats i sjön:
- Abborre
- Bergsimpa
- Elritsa
- Gädda
- Lake
- Mört
- Nors
- Löja
- Sik
- Simpor (bergsimpa/stensimpa)
- Öring